# Mignières
Mignières – miejscowość i gmina we Francji, w Regionie Centralnym, w departamencie Eure-et-Loir.
Według danych na rok 1990 gminę zamieszkiwało 641 osób, a gęstość zaludnienia wynosiła 49 osób/km² (wśród 1842 gmin Centre, Mignières plasuje się na 578. miejscu pod względem liczby ludności, natomiast pod względem powierzchni na miejscu 985.).